# Canton de Montmédy
Le canton de Montmédy est une circonscription électorale française située dans le département de la Meuse et la région Grand Est.
Le canton est créé en 1790 sous la Révolution française. À la suite du redécoupage cantonal de 2014, les limites territoriales du canton sont remaniées. Le nombre de communes du canton passe de 25 à 45.

## Géographie
Ce canton est organisé autour du bureau centralisateur de Montmédy et fait partie intégralement de l'arrondissement de Verdun. Son altitude varie de 172 m (Chauvency-Saint-Hubert) à 387 m (Bréhéville et Écurey-en-Verdunois) pour une altitude moyenne de 259 m. Sa superficie est de 458,40 km2.

## Histoire
Le canton de Montmédy fait partie du district de Stenay & Montmédy, créée par le décret du 30 janvier 1790 et qui sera simplifié en district de Stenay.
Après la suppression des districts en 1795, le canton intègre l'arrondissement de Montmédy lors de la création de celui-ci le 27 vendémiaire an X (19 octobre 1801),.
En 1926, l'arrondissement de Montmédy est supprimé, et le canton intègre l'arrondissement de Verdun.
À la suite du redécoupage cantonal de 2014, les limites territoriales du canton sont remaniées. Le nombre de communes du canton passe de 25 à 45, avec l'ajout des 20 communes de l'ancien canton de Damvillers.

## Représentation

### Conseillers d'arrondissement (de 1833 à 1940)
Le canton de Montmédy avait deux conseillers d'arrondissement.
Il appartenait à l'arrondissement de Montmédy jusqu'à sa disparition en 1926.
| Période                                  | Période          | Identité                                                  | Étiquette        | Qualité |
| ---------------------------------------- | ---------------- | --------------------------------------------------------- | ---------------- | --- |
| 1833                                     | 1842             | Aristide Guiot                                            |                  | Avoué à Montmédy                                                                                            |
| 1833                                     | 1836             | Nicolas Florent Macquart (1787-1844)                      |                  | Rentier, maire de Marville                                                                                  |
| 1836                                     | 1848             | Henry Philippe Valéry, Baron Henrion (1804-1880)          |                  | Substitut du Procureur, puis Procureur du Roi à Montmédy, propriétaire à Delut                              |
| 1842                                     | 1845             | Claude François Denys (1801-1887)                         |                  | Juge d'instruction à Montmédy                                                                               |
| 1845                                     | 1848             | Louis Eugène Jeantin                                      |                  | Avoué et juge suppléant à Montmédy                                                                          |
| 1848                                     | 1852             | Aristide Guiot                                            |                  | Avoué à Montmédy                                                                                            |
| 1848                                     | 1852             | Nicolas Blein                                             |                  | Propriétaire, régisseur de la forge à Thonnelle                                                             |
| 1852                                     | 1855             | Alexis Bon Eugène Fruict de Morenghe (1818-1860)          |                  | Propriétaire, maire de Thonne-les-Prés                                                                      |
| 1852                                     | 1855             | M. Mathieu                                                |                  | Adjoint au maire de Montmédy                                                                                |
| 1855                                     | 1871             | Jean-François Mouton-Chibeaux (1807-1876)                 |                  | Maire de Marville                                                                                           |
| 1855                                     | 1859 (décès)     | Adrien Célice (1786-1859)                                 |                  | Ancien percepteur à Montmédy                                                                                |
| 1859                                     | 1865 (décès)     | Guillaume-François-Joseph, Baron d'Offenstein (1804-1865) |                  | Juge au Tribunal civil de Montmédy                                                                          |
| 1865                                     | 1870             | Gustave d'Ansan d'Egremont                                | Droite           | Propriétaire, agriculteur, rentier à Fresnois (Montmédy), Président de la société d'agriculture             |
| 1871                                     | 1883             | Jean-Baptiste Célice (1814-1901)                          | Républicain      | Pharmacien à Montmédy, Président du Conseil d'arrondissement                                                |
| 1871                                     | 1880             | François Ernest Jacquemaire                               |                  | Avoué à Montmédy, Président du Conseil d'arrondissement                                                     |
| 1880                                     | 1883             | Charles Spiral (1847-1920)                                |                  | Docteur en médecine à Montmédy                                                                              |
| 1883                                     | 1896 (décès)     | Philogène Pierrot (1836-1896)                             | Républicain      | Imprimeur et marchand de bois à Montmédy                                                                    |
| 1883                                     | 1889             | François-Xavier Sommeillier (1820-1892)                   |                  | Brasseur à Montmédy                                                                                         |
| 1889                                     | 1895             | Gustave Renaudin                                          |                  | Lieutenant-colonel, propriétaire à Montmédy                                                                 |
| 1895                                     | 1910             | Léopold Sevrin                                            |                  | Industriel à Juvigny-sur-Loison                                                                             |
|                                          |                  |                                                           |                  | |
| 1898                                     | 1919             | Alfred-Jean-Marie Pierrot                                 |                  | Publiciste à Montmédy, Président du Conseil d'arrondissement                                                |
| 1910                                     | 1931             | Sylvain-Nicolas-Albert Bailleux                           | Rad.             | Ancien vétérinaire, maire de Montmédy, Président du Conseil d'arrondissement                                |
| 1919                                     | 1940             | Louis-Albert Thiérion (1874-1943)                         |                  | Industriel, constructeur de machines agricoles, maire de Chauvency-Saint-Hubert                             |
| 1931                                     | Déc.1931 (décès) | Marcel Walther                                            | Union catholique | Notaire à Montmédy                                                                                          |
| 1932                                     | 1940             | Yvon Roussel (fils de J.E.Roussel)                        | Rad.             | Médecin à Montmédy                                                                                          |
| 1940                                     |                  |                                                           |                  | Les conseils d'arrondissement ont été suspendus par la loi du 12 octobre 1940 et n'ont jamais été réactivés |
| Les données manquantes sont à compléter. |                  |                                                           |                  | |

### Conseillers généraux de 1833 à 2015
| Période   | Période                         | Identité                                         | Étiquette                | Qualité |
| --------- | ------------------------------- | ------------------------------------------------ | ------------------------ | --- |
| 1833      | 1842                            | Hippolyte Julien Darbour                         |                          | Avoué, juge, maire de Montmédy |
| 1842      | 1848                            | Vicomte Jean-Baptiste Jamin (1772-1848)          |                          | Général, Pair de France Député (1833-1846) |
| 1848      | 1852                            | Louis Eugène Jeantin                             |                          | Avoué, avocat, juge suppléant au Tribunal civil de Montmédy, conseiller d'arrondissement                                                                     |
| 1852      | 1870                            | Philippe Valéry Henry, baron Henrion (1804-1880) |                          | Juge, procureur Impérial près le Tribunal civil Propriétaire à Delut, ancien conseiller d'arrondissement                                                     |
| 1870      | 1871                            | Gustave d'Ansan d'Egremont (1831-1895)           | Droite                   | Propriétaire, agriculteur, rentier à Fresnois (Montmédy) Député de la Meuse (1877-1878)                                                                      |
| 1871      | 1883                            | Pierre-Désiré Delaval                            | Droite                   | Notaire, Propriétaire à Montmédy Maire |
| 1883      | 1889                            | Jean-Baptiste Célice                             | Républicain              | Pharmacien, négociant Maire de Montmédy, conseiller d'arrondissement                                                                                         |
| 1889      | janvier 1890 (élection annulée) | Gustave d'Egremont                               | Union des droites        | Rentier à Fresnois (Montmédy) |
| mars 1890 | 1900 (décès)                    | Jules Sommeillier (1856-1900)                    | Gauche démocratique      | Avocat, rentier Député de la Meuse (1898-1900) Maire de Montmédy (1892-1897)                                                                                 |
| 1901      | 1907                            | Albert de Benoist (1843-1923)                    | Action libérale (Droite) | Sous-Préfet puis militaire Auditeur au conseil d’État Député (1901-1906) Maire de Thonne-les-Prés                                                            |
| 1907      | février 1914 (démission)        | Albert Lefébure (1860-1924)                      | Rad.                     | Préfet honoraire Député (1906-1914) Maire de Thonnelle (1901-1902, 1907-1924)                                                                                |
| 1914      | 1931                            | Jean Émile Roussel                               | Rad.                     | Greffier au tribunal de Montmédy Maire de Montmédy |
| 1931      | 1937                            | Charles Pierre Eugène Marie, baron d'Huart       | URD                      | Consul de Belgique Maître de forges à Montmédy |
| 1937      | 1941 (démission d'office)       | Jean Émile Roussel                               | Rad.                     | Greffier en retraite Maire de Montmédy Révoqué par le Gouvernement de Vichy                                                                                  |
|           |                                 |                                                  |                          | |
| 1943      | 1945                            | Baron Charles d'Huart (1880-1952)                |                          | Maître de forges Conseiller municipal de Montmédy, ancien conseiller général Nommé conseiller départemental en 1943                                          |
|           |                                 |                                                  |                          | |
| 1945      | 1958                            | Jean Émile Roussel                               | Rad.-RGR                 | Greffier en retraite Maire de Montmédy |
| 1958      | 1970                            | Jean Artaux                                      | DVD                      | Notaire à Montmédy |
| 1970      | 1976                            | André Léonard                                    | DVD                      | Agriculteur à Montmédy Président de la Coopérative de la Meuse (EMC2) (1970-1980)                                                                            |
| 1976      | 2008                            | Claude Biwer (né en 1936)                        | UDF puis NC              | Cultivateur Maire de Marville (1971-2012) Député de la Meuse (1978-1981) Président de la CC du Pays de Montmédy (1999-2008) Sénateur de la Meuse (2001-2011) |
| 2008      | 2015                            | Claude Léonard (né en 1948)                      | DVD puis UMP             | Médecin Maire de Montmédy (1983-2008) Sénateur de la Meuse (2011-2012)                                                                                       |

### Conseillers départementaux à partir de 2015
| Période élective | Période élective | Mandat | Mandat   | Identité                  | Nuance | Nuance | Qualité |
| ---------------- | ---------------- | ------ | -------- | ------------------------- | ------ | ------ | --- |
| 2015             | 2021             | 2015   | 2021     | Dominique Aarnink-Géminel |        | LR     | Préparatrice en pharmacie à Dombras Conseillère municipale de Montmédy (depuis 2020)                                        |
| 2015             | 2021             | 2015   | 2021     | Claude Léonard            |        | LR     | Médecin généraliste Président du conseil départemental de la Meuse (2015-2021) Conseiller municipal de Montmédy (2008-2020) |
| 2021             | 2028             | 2021   | en cours | Dominique Aarnink-Géminel |        | LR     | Conseillère sortante |
| 2021             | 2028             | 2021   | en cours | Pierre-Emmanuel Focks     |        | DVC    | Collaborateur parlementaire d'Émilie Cariou puis Président du syndicat mixte de la Vallée d'Othain                          |

### Résultats détaillés

#### Élections de mars 2015
À l'issue du 1er tour des élections départementales de 2015, trois binômes sont en ballottage : Dominique Aarnink-Géminel et Claude Leonard (UMP, 41,31 %), Francis Dossogne et Nicole Samson (FN, 31,19 %) et Marylène Gracia et Jacques Stalars (PS, 27,5 %). Le taux de participation est de 53,74 % (3 308 votants sur 6 156 inscrits) contre 53,07 % au niveau départemental et 50,17 % au niveau national.
Au second tour, Dominique Aarnink-Géminel et Claude Leonard (UMP) sont élus avec 44,52 % des suffrages exprimés et un taux de participation de 53,83 % (1 423 voix pour 3 314 votants et 6 156 inscrits).

#### Élections de juin 2021
Le premier tour des élections départementales de 2021 est marqué par un très faible taux de participation (33,26 % au niveau national). Dans le canton de Montmédy, ce taux de participation est de 35,28 % (2 119 votants sur 6 007 inscrits) contre 34,51 % au niveau départemental. À l'issue de ce premier tour, deux binômes sont en ballottage : Dominique Aarnink-Géminel et Pierre-Emmanuel Focks (DVC, 68,75 %) et Francis Dossogne et Chantal Michel (RN, 31,25 %).
Le second tour des élections est marqué une nouvelle fois par une abstention massive équivalente au premier tour. Les taux de participation sont de 34,36 % au niveau national, 35,74 % dans le département et 35,97 % dans le canton de Montmédy. Dominique Aarnink-Géminel et Pierre-Emmanuel Focks (DVC) sont élus avec 70,45 % des suffrages exprimés (1 423 voix pour 2 159 votants et 6 003 inscrits),,.

## Composition

### Composition avant 2015
Le canton de Montmédy regroupait 25 communes.
| Nom                    | Code Insee | Codepostal | Superficie (km2) | Population (dernière pop. légale) | Densité (hab./km2) |
| ---------------------- | ---------- | ---------- | ---------------- | --------------------------------- | ------------------ |
| Montmédy (chef-lieu)   | 55351      | 55600      | 23,49            | 2 311 (2012)                      | 98                 |
| Avioth                 | 55022      | 55600      | 6,50             | 136 (2012)                        | 21                 |
| Bazeilles-sur-Othain   | 55034      | 55600      | 7,66             | 120 (2012)                        | 16                 |
| Breux                  | 55077      | 55600      | 12,99            | 258 (2012)                        | 20                 |
| Chauvency-le-Château   | 55109      | 55600      | 8,82             | 270 (2012)                        | 31                 |
| Chauvency-Saint-Hubert | 55110      | 55600      | 10,76            | 256 (2012)                        | 24                 |
| Écouviez               | 55169      | 55600      | 4,30             | 495 (2012)                        | 115                |
| Flassigny              | 55188      | 55600      | 6,66             | 45 (2012)                         | 6,8                |
| Han-lès-Juvigny        | 55226      | 55600      | 5,44             | 117 (2012)                        | 22                 |
| Iré-le-Sec             | 55252      | 55600      | 8,31             | 159 (2012)                        | 19                 |
| Jametz                 | 55255      | 55600      | 17,44            | 260 (2012)                        | 15                 |
| Juvigny-sur-Loison     | 55262      | 55600      | 16,42            | 268 (2012)                        | 16                 |
| Louppy-sur-Loison      | 55306      | 55600      | 14,36            | 131 (2012)                        | 9,1                |
| Marville               | 55324      | 55600      | 19,55            | 553 (2012)                        | 28                 |
| Quincy-Landzécourt     | 55410      | 55600      | 12,48            | 149 (2012)                        | 12                 |
| Remoiville             | 55425      | 55600      | 9,70             | 144 (2012)                        | 15                 |
| Thonne-la-Long         | 55508      | 55600      | 9,50             | 276 (2012)                        | 29                 |
| Thonne-les-Près        | 55510      | 55600      | 5,42             | 147 (2012)                        | 27                 |
| Thonne-le-Thil         | 55509      | 55600      | 11,38            | 290 (2012)                        | 25                 |
| Thonnelle              | 55511      | 55600      | 6,09             | 154 (2012)                        | 25                 |
| Velosnes               | 55544      | 55600      | 4,37             | 165 (2012)                        | 38                 |
| Verneuil-Grand         | 55546      | 55600      | 6,21             | 210 (2012)                        | 34                 |
| Verneuil-Petit         | 55547      | 55600      | 3,99             | 131 (2012)                        | 33                 |
| Vigneul-sous-Montmédy  | 55552      | 55600      | 4,63             | 93 (2012)                         | 20                 |
| Villécloye             | 55554      | 55600      | 7,18             | 259 (2012)                        | 36                 |

### Composition depuis 2015
Le canton de Montmédy regroupe désormais 45 communes sur une superficie de 458,40 km2.
| Nom                              | Code Insee | Intercommunalité           | Superficie (km2) | Population (dernière pop. légale) | Densité (hab./km2) | Modifier                                    |
| -------------------------------- | ---------- | -------------------------- | ---------------- | --------------------------------- | ------------------ | ------------------------------------------- |
| Montmédy (bureau centralisateur) | 55351      | CC du Pays de Montmédy     | 23,49            | 2 018 (2022)                      | 86                 | modifier les données · modifier les données |
| Avioth                           | 55022      | CC du Pays de Montmédy     | 6,50             | 120 (2022)                        | 18                 | modifier les données · modifier les données |
| Azannes-et-Soumazannes           | 55024      | CC de Damvillers Spincourt | 18,11            | 160 (2022)                        | 8,8                | modifier les données · modifier les données |
| Bazeilles-sur-Othain             | 55034      | CC du Pays de Montmédy     | 7,66             | 109 (2022)                        | 14                 | modifier les données · modifier les données |
| Brandeville                      | 55071      | CC de Damvillers Spincourt | 12,14            | 172 (2022)                        | 14                 | modifier les données · modifier les données |
| Bréhéville                       | 55076      | CC de Damvillers Spincourt | 18,33            | 186 (2022)                        | 10                 | modifier les données · modifier les données |
| Breux                            | 55077      | CC du Pays de Montmédy     | 12,99            | 261 (2022)                        | 20                 | modifier les données · modifier les données |
| Chaumont-devant-Damvillers       | 55107      | CC de Damvillers Spincourt | 5,35             | 46 (2022)                         | 8,6                | modifier les données · modifier les données |
| Chauvency-le-Château             | 55109      | CC du Pays de Montmédy     | 8,82             | 225 (2022)                        | 26                 | modifier les données · modifier les données |
| Chauvency-Saint-Hubert           | 55110      | CC du Pays de Montmédy     | 10,76            | 216 (2022)                        | 20                 | modifier les données · modifier les données |
| Damvillers                       | 55145      | CC de Damvillers Spincourt | 18,33            | 615 (2022)                        | 34                 | modifier les données · modifier les données |
| Delut                            | 55149      | CC de Damvillers Spincourt | 9,18             | 126 (2022)                        | 14                 | modifier les données · modifier les données |
| Dombras                          | 55156      | CC de Damvillers Spincourt | 11,27            | 139 (2022)                        | 12                 | modifier les données · modifier les données |
| Écouviez                         | 55169      | CC du Pays de Montmédy     | 4,30             | 534 (2022)                        | 124                | modifier les données · modifier les données |
| Écurey-en-Verdunois              | 55170      | CC de Damvillers Spincourt | 6,92             | 113 (2022)                        | 16                 | modifier les données · modifier les données |
| Étraye                           | 55183      | CC de Damvillers Spincourt | 7,99             | 37 (2022)                         | 4,6                | modifier les données · modifier les données |
| Flassigny                        | 55188      | CC du Pays de Montmédy     | 6,66             | 45 (2022)                         | 6,8                | modifier les données · modifier les données |
| Gremilly                         | 55218      | CC de Damvillers Spincourt | 17,81            | 44 (2022)                         | 2,5                | modifier les données · modifier les données |
| Han-lès-Juvigny                  | 55226      | CC du Pays de Montmédy     | 5,44             | 125 (2022)                        | 23                 | modifier les données · modifier les données |
| Iré-le-Sec                       | 55252      | CC du Pays de Montmédy     | 8,31             | 151 (2022)                        | 18                 | modifier les données · modifier les données |
| Jametz                           | 55255      | CC du Pays de Montmédy     | 17,44            | 250 (2022)                        | 14                 | modifier les données · modifier les données |
| Juvigny-sur-Loison               | 55262      | CC du Pays de Montmédy     | 16,42            | 248 (2022)                        | 15                 | modifier les données · modifier les données |
| Lissey                           | 55297      | CC de Damvillers Spincourt | 9,97             | 105 (2022)                        | 11                 | modifier les données · modifier les données |
| Louppy-sur-Loison                | 55306      | CC du Pays de Montmédy     | 14,36            | 118 (2022)                        | 8,2                | modifier les données · modifier les données |
| Marville                         | 55324      | CC du Pays de Montmédy     | 19,55            | 514 (2022)                        | 26                 | modifier les données · modifier les données |
| Merles-sur-Loison                | 55336      | CC de Damvillers Spincourt | 11,45            | 146 (2022)                        | 13                 | modifier les données · modifier les données |
| Moirey-Flabas-Crépion            | 55341      | CC de Damvillers Spincourt | 14,62            | 112 (2022)                        | 7,7                | modifier les données · modifier les données |
| Peuvillers                       | 55403      | CC de Damvillers Spincourt | 4,86             | 60 (2022)                         | 12                 | modifier les données · modifier les données |
| Quincy-Landzécourt               | 55410      | CC du Pays de Montmédy     | 12,48            | 138 (2022)                        | 11                 | modifier les données · modifier les données |
| Remoiville                       | 55425      | CC du Pays de Montmédy     | 9,70             | 130 (2022)                        | 13                 | modifier les données · modifier les données |
| Réville-aux-Bois                 | 55428      | CC de Damvillers Spincourt | 11,03            | 130 (2022)                        | 12                 | modifier les données · modifier les données |
| Romagne-sous-les-Côtes           | 55437      | CC de Damvillers Spincourt | 14,19            | 123 (2022)                        | 8,7                | modifier les données · modifier les données |
| Rupt-sur-Othain                  | 55450      | CC de Damvillers Spincourt | 5,53             | 49 (2022)                         | 8,9                | modifier les données · modifier les données |
| Thonne-la-Long                   | 55508      | CC du Pays de Montmédy     | 9,50             | 357 (2022)                        | 38                 | modifier les données · modifier les données |
| Thonne-le-Thil                   | 55509      | CC du Pays de Montmédy     | 11,38            | 276 (2022)                        | 24                 | modifier les données · modifier les données |
| Thonne-les-Près                  | 55510      | CC du Pays de Montmédy     | 5,42             | 125 (2022)                        | 23                 | modifier les données · modifier les données |
| Thonnelle                        | 55511      | CC du Pays de Montmédy     | 6,09             | 115 (2022)                        | 19                 | modifier les données · modifier les données |
| Velosnes                         | 55544      | CC du Pays de Montmédy     | 4,37             | 139 (2022)                        | 32                 | modifier les données · modifier les données |
| Verneuil-Grand                   | 55546      | CC du Pays de Montmédy     | 6,21             | 204 (2022)                        | 33                 | modifier les données · modifier les données |
| Verneuil-Petit                   | 55547      | CC du Pays de Montmédy     | 3,99             | 109 (2022)                        | 27                 | modifier les données · modifier les données |
| Vigneul-sous-Montmédy            | 55552      | CC du Pays de Montmédy     | 4,63             | 83 (2022)                         | 18                 | modifier les données · modifier les données |
| Ville-devant-Chaumont            | 55556      | CC de Damvillers Spincourt | 4,21             | 49 (2022)                         | 12                 | modifier les données · modifier les données |
| Villécloye                       | 55554      | CC du Pays de Montmédy     | 7,18             | 250 (2022)                        | 35                 | modifier les données · modifier les données |
| Vittarville                      | 55572      | CC de Damvillers Spincourt | 8,15             | 91 (2022)                         | 11                 | modifier les données · modifier les données |
| Wavrille                         | 55580      | CC de Damvillers Spincourt | 5,31             | 48 (2022)                         | 9,0                | modifier les données · modifier les données |
| Canton de Montmédy               | 5511       |                            | 458,40           | 9 411 (2022)                      | 21                 | modifier les données                        |

## Démographie

### Démographie avant 2015
| 1962  | 1968  | 1975  | 1982  | 1990  | 1999  | 2006  | 2011  | 2012  |
| ----- | ----- | ----- | ----- | ----- | ----- | ----- | ----- | ----- |
| 8 294 | 7 416 | 6 809 | 6 346 | 6 125 | 6 795 | 7 138 | 7 462 | 7 397 |

### Démographie depuis 2015
En 2022, le canton comptait 9 411 habitants, en évolution de −3,86 % par rapport à 2016 (Meuse : −4,4 %, France hors Mayotte : +2,11 %).
| 2013  | 2018  | 2022  |
| ----- | ----- | ----- |
| 9 990 | 9 608 | 9 411 |